# Palaos en los Juegos Olímpicos de la Juventud 2018
Palaos participó en los Juegos Olímpicos de la Juventud 2018 en Buenos Aires, Argentina, celebrados entre el 6 y el 18 de octubre de 2018. Su delegación estuvo conformada por dos atletas en una disciplina. No obtuvo medallas en las justas.

## Medallero
| Medalla       | Oro | Plata | Bronce | Total |
| ------------- | --- | ----- | ------ | ----- |
| Total oficial | 0   | 0     | 0      | 0     |

## Disciplinas

### Natación
Palaos clasificó a dos atletas en esta disciplina.
Masculino
| Atleta     | Evento       | Serie   | Serie  | Semifinal | Semifinal | Final     | Final     |
| Atleta     | Evento       | Tiempo  | Puesto | Tiempo    | Puesto    | Tiempo    | Puesto    |
| ---------- | ------------ | ------- | ------ | --------- | --------- | --------- | --------- |
| Noel Keane | 100 m Libres | 55.59   | 40     | No avanzó | No avanzó | No avanzó | No avanzó |
| Noel Keane | 200 m Libres | 2:00.77 | 34     | No avanzó | No avanzó | No avanzó | No avanzó |

Femenino
| Atleta       | Evento       | Serie  | Serie  | Semifinal | Semifinal | Final     | Final     |
| Atleta       | Evento       | Tiempo | Puesto | Tiempo    | Puesto    | Tiempo    | Puesto    |
| ------------ | ------------ | ------ | ------ | --------- | --------- | --------- | --------- |
| Roylin Akiwo | 50 m Libres  | 31.27  | 44     | No avanzó | No avanzó | No avanzó | No avanzó |
| Roylin Akiwo | 50 m Espalda | 34.84  | 36     | No avanzó | No avanzó | No avanzó | No avanzó |